# Хоумстейк
Хоумстейк (англ. Homestake Mine) — подземный золотой рудник, расположенный в городе Лид, штат Южная Дакота. До своего закрытия в 2002 году был крупнейшим и самым глубоким золотым рудником Северной Америки. Его производство составило 1,25 миллиона килограмм золота. Также известен, как место, где впервые была открыта проблема солнечных нейтрино. Хоумстейк был местом проведения известного Хоумстейкского эксперимента — в 1960-е годы астрофизик Раймонд Дэвис разместил здесь лабораторию для наблюдения солнечных нейтрино.
В 2007 году был избран местом расположения Глубокой Подземной Научной и Инженерной Лаборатории (DUSEL), создаваемой для экспериментов в области темной материи и нейтрино, а также биологических и геологических исследований.